# IJsland op de Olympische Zomerspelen 1912
IJsland debuteerde op de Spelen tijdens de Olympische Zomerspelen 1912 in Stockholm, Zweden. Destijds was IJsland nog niet onafhankelijk van Denemarken, maar olympische historici beschouwen de deelname van IJsland apart van die van Denemarken. Er namen twee IJslanders aan deze editie deel.

## Deelnemers en resultaten

### Atletiek
| Olympiër        | Discipline | Resultaat | Prestatie            |
| --------------- | ---------- | --------- | -------------------- |
| Jón Halldórsson | 100m (m)   | series    | serie 8: 4de in 12,4 |

### Worstelen
| Olympiër            | Discipline     | Resultaat      | Prestatie |
| Grieks-Romeins      | Grieks-Romeins | Grieks-Romeins | Grieks-Romeins |
| ------------------- | -------------- | -------------- | --- |
| Sigurjon Pjetursson | -82,5kg (m)    | 6e             | 1ste ronde: W van FIN Lind 2de ronde: W van FIN Salila 3de ronde: V van FIN Wiklund 4de ronde: W van FIN Rejala 5de ronde: V van HUN Varga |

Australazië · België · Bohemen · Canada · Chili · Denemarken · Duitsland · Egypte · Finland · Frankrijk · Griekenland · Groot-Brittannië · Hongarije · IJsland · Italië · Japan · Luxemburg · Nederland · Noorwegen · Oostenrijk · Portugal · Rusland · Servië · Turkije · Verenigde Staten · Zuid-Afrika · Zweden · Zwitserland